# Vattenpolo vid olympiska sommarspelen 2020
Vattenpolo vid olympiska sommarspelen 2020 spelades mellan den 24 juli och 8 augusti 2021. Turneringarna spelades på Tatsumi Water Polo Centre. Antalet damlag utökades med två jämfört med spelen 2016.
Turneringarna skulle ursprungligen ha hållits mellan 25 juli och 9 augusti 2020 men de blev på grund av Covid-19-pandemin uppskjutna.

## Kvalificering
Varje nationell olympisk kommitté fick ställa upp med ett damlandslag och ett herrlandslag under förutsättning att lagen kvalificerat sig. Japans båda landslag blev automatiskt kvalificerade i egenskap av värdnation.
De asiatiska kvaltävlingarna som var tänkta att hållas i Kazakstan i mitten av februari 2020 ställdes in på grund av Covid-19-pandemin och ett beslut togs av den asiatiska vattenpolofederationen att låta resultaten från asiatiska spelen 2018 räknas som kvalificeringsgrundande.

### Damer
| Turnering                                 | Datum              | Spelplats  | Platser | Kvalificerade |
| ----------------------------------------- | ------------------ | ---------- | ------- | ------------- |
| Värdnation                                | 7 september 2013   | i.u.       | 1       | Japan         |
| FINA Women's Water Polo World League 2019 | 4–9 juni 2019      | Ungern     | 1       | USA           |
| Världsmästerskapen i simsport 2019        | 14–26 juli 2019    | Sydkorea   | 1       | Spanien       |
| Panamerikanska spelen 2019                | 4–10 augusti 2019  | Peru       | 1       | Kanada        |
| Oceaniskt urval                           | i.u.               | i.u.       | 1       | Australien    |
| Afrikanskt urval                          | i.u.               | i.u.       | 1       | Sydafrika     |
| Europamästerskapen 2020                   | 12–16 januari 2020 | Ungern     | 1       | Ryssland      |
| Asiatiska spelen 2018                     | 16–21 augusti 2018 | Indonesien | 1       | Kina          |
| Olympisk kvalturnering                    | 19–24 januari 2021 | Italien    | 2       | Nederländerna |
| Olympisk kvalturnering                    | 19–24 januari 2021 | Italien    | 2       | Ungern        |
| Totalt                                    |                    |            | 10      |               |

### Herrar
| Turnering                               | Datum                       | Spelplats     | Platser | Kvalificerade |
| --------------------------------------- | --------------------------- | ------------- | ------- | ------------- |
| Värdnation                              | 7 september 2013            | i.u.          | 1       | Japan         |
| FINA Men's Water Polo World League 2019 | 18–23 juni 2019             | Serbien       | 1       | Serbien       |
| Världsmästerskapen i simsport 2019      | 15–27 juli 2019             | Sydkorea      | 2       | Italien       |
| Världsmästerskapen i simsport 2019      | 15–27 juli 2019             | Sydkorea      | 2       | Spanien       |
| Panamerikanska spelen 2019              | 4–10 augusti 2019           | Peru          | 1       | USA           |
| Oceaniskt urval                         | i.u.                        | i.u.          | 1       | Australien    |
| Afrikanskt urval                        | i.u.                        | i.u.          | 1       | Sydafrika     |
| Europamästerskapen 2020                 | 12–16 januari 2020          | Ungern        | 1       | Ungern        |
| Asiatiska spelen 2018                   | 25 augusti–1 september 2018 | Indonesien    | 1       | Kazakstan     |
| Olympisk kvalturnering                  | 14–21 februari 2021         | Nederländerna | 3       | Grekland      |
| Olympisk kvalturnering                  | 14–21 februari 2021         | Nederländerna | 3       | Kroatien      |
| Olympisk kvalturnering                  | 14–21 februari 2021         | Nederländerna | 3       | Montenegro    |
| Totalt                                  |                             |               | 12      |               |

## Medaljsammanfattning
| Vattenpolo                      | Guld | Silver | Brons |
| Damernas turnering Detaljer...  | USA | Spanien | Ungern |
| Damernas turnering Detaljer...  | Rachel Fattal Aria Fischer Makenzie Fischer Kaleigh Gilchrist Stephania Haralabidis Paige Hauschild Ashleigh Johnson Amanda Longan Maddie Musselman Jamie Neushul Melissa Seidemann Maggie Steffens Alys Williams | Marta Bach Anni Espar Clara Espar Laura Ester Judith Forca Maica García Godoy Irene González Paula Leitón Beatriz Ortiz María del Pilar Peña Elena Ruiz Elena Sánchez Roser Tarragó | Krisztina Garda Edina Gangl Gréta Gurisatti Anikó Gyöngyössy Anna Illés Rita Keszthelyi Dóra Leimeter Alda Magyari Rebecca Parkes Nataša Rybanská Dorottya Szilágyi Gabriella Szűcs Vanda Vályi |
| Herrarnas turnering Detaljer... | Serbien | Grekland | Ungern |
| Herrarnas turnering Detaljer... | Milan Aleksić Nikola Dedović Filip Filipović Nikola Jakšić Đorđe Lazić Dušan Mandić Branislav Mitrović Stefan Mitrović Duško Pijetlović Gojko Pijetlović Andrija Prlainović Sava Ranđelović Strahinja Rašović     | Stylianos Argyropoulos Georgios Dervisis Ioannis Fountoulis Konstantinos Galanidis Konstantinos Genidounias Konstantinos Gkiouvetsis Marios Kapotsis Christodoulos Kolomvos Konstantinos Mourikis Alexandros Papanastasiou Dimitrios Skoumpakis Angelos Vlachopoulos Emmanouil Zerdevas | Dániel Angyal Balázs Erdélyi Balázs Hárai Norbert Hosnyánszky Szilárd Jansik Krisztián Manhercz Tamás Mezei Viktor Nagy Mátyás Pásztor Márton Vámos Dénes Varga Soma Vogel Gergő Zalánki        |

Denna tabell: visa • redigera

## Medaljtabell
| Pl.    | Nation   | Guld | Silver | Brons | Totalt |
| ------ | -------- | ---- | ------ | ----- | ------ |
| 1      | Serbien  | 1    | 0      | 0     | 1      |
| 1      | USA      | 1    | 0      | 0     | 1      |
| 3      | Grekland | 0    | 1      | 0     | 1      |
| 3      | Spanien  | 0    | 1      | 0     | 1      |
| 5      | Ungern   | 0    | 0      | 2     | 2      |
| Totalt | Totalt   | 2    | 2      | 2     | 6      |

### Fotnoter
1. ↑  ”Water Polo Competition Schedule” (på engelska). International Olympic Committee. Arkiverad från originalet den 12 maj 2021. https://web.archive.org/web/20210512173906/https://olympics.com/tokyo-2020/en/schedule/water-polo-schedule. Läst 21 juni 2021.
2. ↑  Aquatics. tokyo2020.org. Läst 8 oktober 2019.
3. ↑  (30 mars 2020). IOC, IPC, Tokyo 2020 Organising Committee and Tokyo Metropolitan Government announce new dates for the Olympic and Paralympic Games Tokyo 2020. IOK. Läst 21 juni 2021.
4. 1 2 3  (30 april 2019). Tokyo 2020 - Qualification System - Water Polo. FINA. Läst 8 oktober 2019.
5. 1 2 3  (30 januari 2020). Problems on road to Tokyo: Kazakhstan refuses to host Asian Championships. Total Waterpolo. Läst 13 februari 2020.
6. 1 2 3  (14 februari 2020). Asian Federation decides: Kazakhstan and China go to Tokyo. Total Waterpolo. Läst 21 juni 2021.
7. ↑  (23 januari 2021). Netherlands and Hungary go to Tokyo Olympics! Total Waterpolo. Läst 21 juni 2021.
8. ↑  (21 februari 2021). Croatia goes to Tokyo after beating Russia in epic thriller; Montenegro wins 1st place. Total Waterpolo. Läst 21 juni 2021.
9. 1 2  (8 augusti 2021). Water Polo – Medallists by Event. olympics.com. Läst 8 augusti 2021.